# Août 1783

## Événements
- 1er août, Japon : éruption du Asama-Yama causant la mort de plus de 1 500 personnes[1].
- 27 août : démonstration à Paris d'un ballon gonflé à l'hydrogène mis au point par le physicien Jacques Charles et les frères Robert. Le ballon, parti du Champ de Mars s'écrase à Gonesse.

## Naissances
- 2 août : Sulpiz Boisserée, artiste allemand († 2 mai 1854).